# Jindřich Mahelka

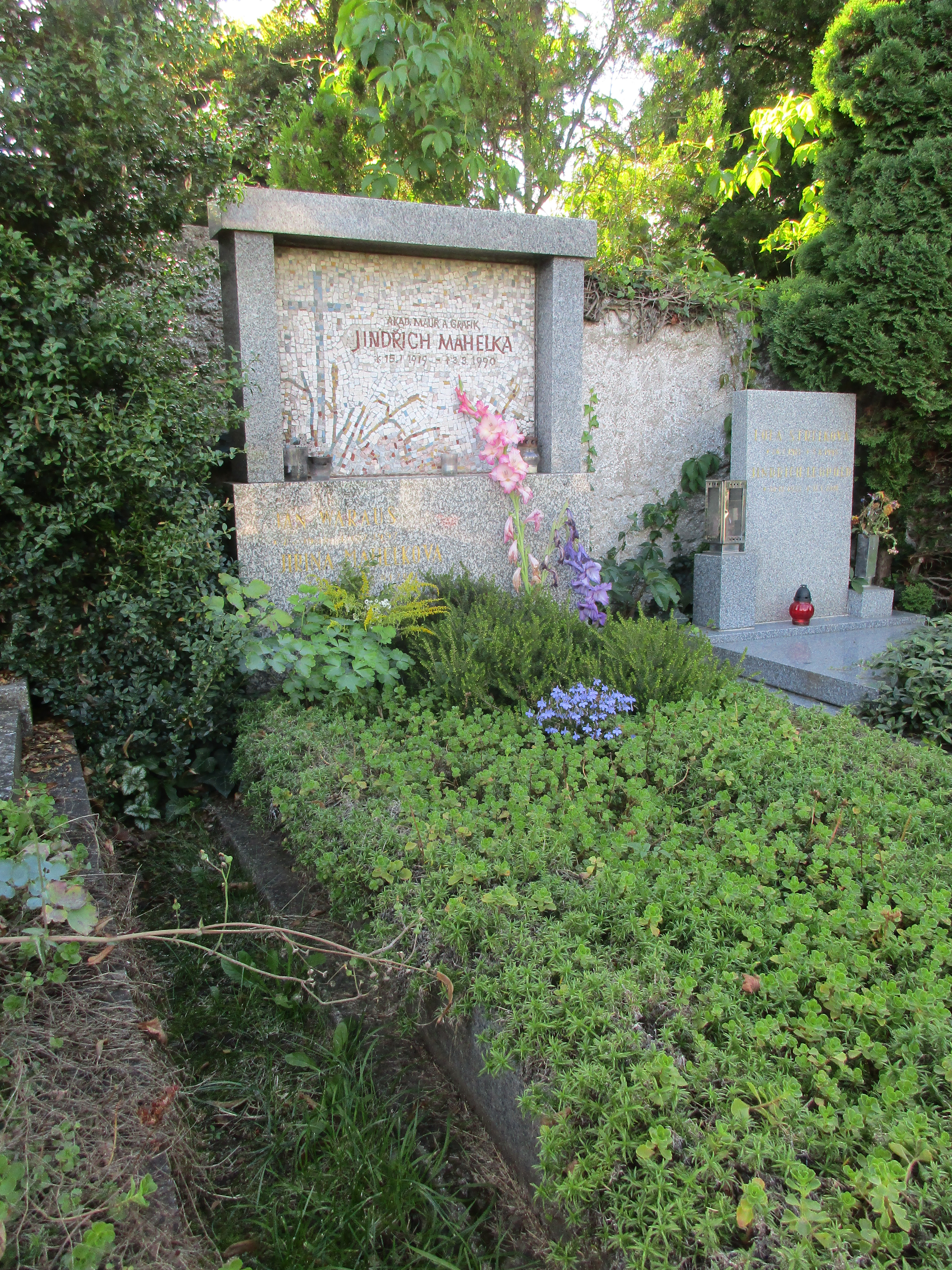
hrob malíře Jindřicha Mahelky, Hřbitov Zbraslav

Jindřich Mahelka (15. července 1919 Přelouč – 3. března 1990 Nové Město na Moravě) byl český malíř, grafik a ilustrátor.

## Život
Jindřich Mahelka se narodil 15. července 1919 v Přelouči. V Čížkově tiskárně v Pardubicích se pod vedením Františka Schmieda vyučil litografem. Pod jeho vlivem se také pokoušel o vlastní grafickou tvorbu. Za další praxí a vzděláním odešel do Prahy, kde za okupace pracoval v Zeměpisném ústavu. Po osvobození vstoupil na Akademii výtvarných umění, kterou roku 1949 absolvoval na grafické speciálce profesora Vladimíra Silovského. Roku 1952 se stal řádným členem Sdružení českých umělců grafiků Hollar. V letech 1962–1979 působil jako profesor na Střední odborné škole výtvarné v Praze na Hollarově náměstí. Zemřel 3. března 1990 v Novém Městě na Moravě. Byl pohřben v Praze na hřbitově na Zbraslavi. Ve své tvorbě se věnoval prakticky všem druhům grafických technik, zejména pak hlubotisku a litografii, ale též olejomalbě. Svou schopnost obrazového vyprávění příběhů nejlépe uplatnil v knižních ilustracích. Pozoruhodná je rovněž jeho tvorba Ex libris.